# 金官伽倻
金官伽倻，《魏志倭人传》称狗邪韩国，传说是朝鲜三国时代的伽倻联盟的中心城邦，由伽倻联盟的首领金首露创建。

## 世系
金官伽倻開國君主金首露的家族金海金氏是韓國金氏一分支，來自慶尚南道的金海市。金首露是始祖，金庾信是他十二世孫（一説是來自黄帝之子少昊），最有名人物是金忠善与金大中。
韩国金海市有一座首露王陵。韩国大概600万金海金氏和金海许氏推崇首露王為始祖。

## 历史
Sin, K.C认为伽倻是3世纪末期由弁韩部落联盟发展起来以金官伽倻为中心的6个城邦联盟。
据《三国遗事》记载，42年，6个载有天子的大蛋从天而降。6个男孩破壳而出，12天后长大成人。首露王是第一個破殼而出，故名首露王，成了金官伽倻的国王。另外5人分别建立了大伽倻、星山伽倻、阿罗伽倻、古宁伽倻和小伽倻等「伽倻小國」。天津彥彥火瓊瓊杵尊的傳說以此為藍本。
「伽倻小國」一般來說指的是六伽倻，然而事實上，六伽倻是最少10個以上小國的集合體。在《魏志•東夷傳》中收錄的弁韓小國共計12國。但在3世紀曾經有浦上八國的伽倻國家起兵反對金官伽倻的聯盟地位。
许多古书将伽倻联盟分成几个部分。《高丽史略》将伽倻分成金官伽倻、古宁伽倻、非火伽倻、阿罗伽倻和星山伽倻。这些伽倻部落围绕金官伽倻的中心今韩国金海市构成一个联邦式的政治实体。
据《南朝齐书》卷58‘加羅國’條：加羅國，三韓種也。建元元年，國王荷知使來獻。詔曰：「量廣始登，遠夷洽化。加羅王荷知款關海外，奉贄東遐。可授輔國將軍、本國王。」
目前學界一般認為，當時金官伽倻獨攬了韓半島對東亞地區的海上貿易，引起了眾多伽倻國家的不滿。為了反對金官伽倻對海上貿易的蠶食，韓半島南海岸數個伽倻國家組成了反對金官伽倻的聯盟，也就是所謂的浦上八國。
金官伽倻不敵浦上八國，向新羅求救。新羅於209年遣昔老討伐浦上八國，大敗之，俘虜六千餘人。
209年，由於海上貿易問題，浦上八國攻擊駕洛國。新羅遣昔于老擊退了進攻。為了確保農耕地及內陸進出的安全，新羅攻擊安羅國。
212年，浦上八國一起向新羅邊境發起進攻。
215年，以骨浦國為首的3個伽倻國家聯合艦隊攻打現在蔚山一帶的竭火。
這一連串戰爭大多以浦上八國的敗退告終。駕洛國也在戰爭中元氣大傷。最終，伽倻諸國先後為新羅所兼併。
532年，在新罗法興王的猛攻下，朝鲜三国时期的的第10位国王金仇衡率领全家以國帑寶物向新罗投降。法興王禮遇他，授位上等，以金官伽倻本國爲食邑，金武力官至角干。至此，金首露建立的金官伽倻灭亡。

## 歷任君主
| 庙号     | 諡號             | 姓名                 | 在位時間               |
| -------- | ---------------- | -------------------- | ---------------------- |
| 駕洛太祖 | 首露王（수로왕）       | 金首露               | 42年－199年            |
|          | 道王             | 金居登               | 199年－259年 ( 254年 ) |
|          | 成王             | 金麻品（馬品）       | 259年 ( 254年 )－291年 |
|          | 德王             | 金居叱彌（今勿）     | 291年－346年           |
|          | 明王             | 金伊品（伊品）       | 346年－407年           |
|          | 神王             | 金坐知（叱）         | 407年－421年           |
|          | 惠王             | 金吹希（叱嘉）（希） | 421年－451年           |
|          | 莊王             | 金銍知               | 451年－492年           |
|          | 肅王             | 金鉗知（鉗）         | 492年－521年           |
|          | 讓王（末王）     | 金仇衡               | 521年－532年           |
|          | 以後五世世系不明 |                      |                        |
|          | 道說智王         | 金道說智             |                        |

## 延伸閱讀
- 金首露
- 金海金氏
- 《金首露 (電視劇)》